# شهرستان سافک (ماساچوست)
شهرستان سافک، ماساچوست (به انگلیسی: Suffolk County, Massachusetts) شهرستانی در ایالت ماساچوست، ایالات متحده آمریکا است.

## خصوصیات
شهرستان سافک ۳۱۰٫۸ کیلومترمربع مساحت دارد.